# Lääz Rockit
Lääz Rockit est un groupe de thrash metal, originaire de San Francisco, en Californie. Le groupe, après avoir sorti plusieurs albums, se sépare en 1992. Alors que personne ne s'y attendait, le groupe fera son retour en 2005, avec un nouvel album par la suite. Le batteur Victor Agnello meurt en 2014.

## Biographie
Lääz Rockit est formé en 1982 à San Francisco par les guitaristes Aaron Jellum et Phil Kettner, aux côtés du chanteur Michael Coons et du bassiste Dave Starr. Le nom du groupe s'inspire du film The Enforcer de Clint Eastwood. Peu après sa formation, le groupe accueille le batteur Victor Agnello, et Willy Lange en remplacement de Starr en 1983. Cette même année, le groupe publie sa première démo, Prelude to Death, qui les mène à un contrat avec le label Target Records auquel ils publient leur premier album studio, City's Gonna Burn. Un deuxième album studio suit, intitulé No Stranger to Danger, en 1985. 
Le groupe se sépare de Target Records, et signe peu après avec le label Roadrunner Records. Ils y publient en 1987, l'album Know Your Enemy. Après l'album, le groupe en publie encore un nouveau, intitulé Annihilation Principle, qui comprend notamment une reprise de la chanson Holiday in Cambodia des Dead Kennedys. À peine un an plus tard, Laaz Rockit publie Nothing'$ Sacred, qui est bien accueilli par les fans et la presse spécialisée. Le succès de leurs trois premiers albums, amène le groupe à publier son premier album live, intitulé Taste of Rebellion: Live in Citta en 1992, une performance enregistrée à Tokyo, au Japon. Cette même année, cependant, Lääz Rockit se sépare, et le restant des membres formera un groupe de groove metal, appelé Gack. 
Lääz Rockit se réunit, et effectue quelques concerts en 2005, aux Pays-Bas et au Japon. À cette période, le groupe annonce ne pas prévoir de nouvel album, mais annonce un DVD intitulé Live Untold, pour août 2006. Bien accueilli par le public en avril 2007 et avec des ventes de leur DVD Live Untold satisfaisantes, le groupe se met à travailler sur un nouvel album, sous leur ancien nom de Lääz Rockit. Le 27 mai 2008, le groupe poste deux nouvelles chansons de leur futur album Left for Dead sur leur page MySpace. L'album est publié le 25 juillet 2008 au label allemand Massacre Records.
Le 9 décembre 2011, le groupe joue pour Metallica à leur trentième anniversaire au Fillmore. Les membres actuels et anciens tourneront avec Heathen, Angel Witch, Vicious Rumors, Slough Feg, Pro-Pain, Skinlab, Soulfly, Ill Niño et M.O.D. Victor Agnello, membre fondateur et batteur du groupe, décède le 1er juin 2014, après une longue bataille d'un contre la leucémie. En 2016, Lääz Rockit aurait supposément terminé l'écriture d'une suite à l'album Left for Dead (2009).

## Membres

### Membres actuels
- Michael Coons - chant
- Aaron Jellum - guitare
- Phil Kettner - guitare
- Willy Lange - basse
- Sky Harris - batterie

### Anciens membres
- Victor Agnello - batterie
- Dave Starr - basse
- Scott Dominguez - guitare basse
- Dave Chavarri - batterie
- Ken Savich - guitare
- Jon Torres - basse
- Scott Sargeant - guitare
- Sven Soderlund - batterie

## Discographie
- 1984 : City's Gonna Burn
- 1985 : No Stranger to Danger
- 1987 : Know Your Enemy
- 1989 : Annihilation Principle
- 1991 : Nothing$ $acred
- 1992 : Taste of Rebellion
- 2008 : Left for Death